# Dendrobium dahlemense
Dendrobium dahlemense är en orkidéart som beskrevs av Rudolf Schlechter. Dendrobium dahlemense ingår i släktet Dendrobium, och familjen orkidéer. Inga underarter finns listade i Catalogue of Life.